# Ioana Ilie

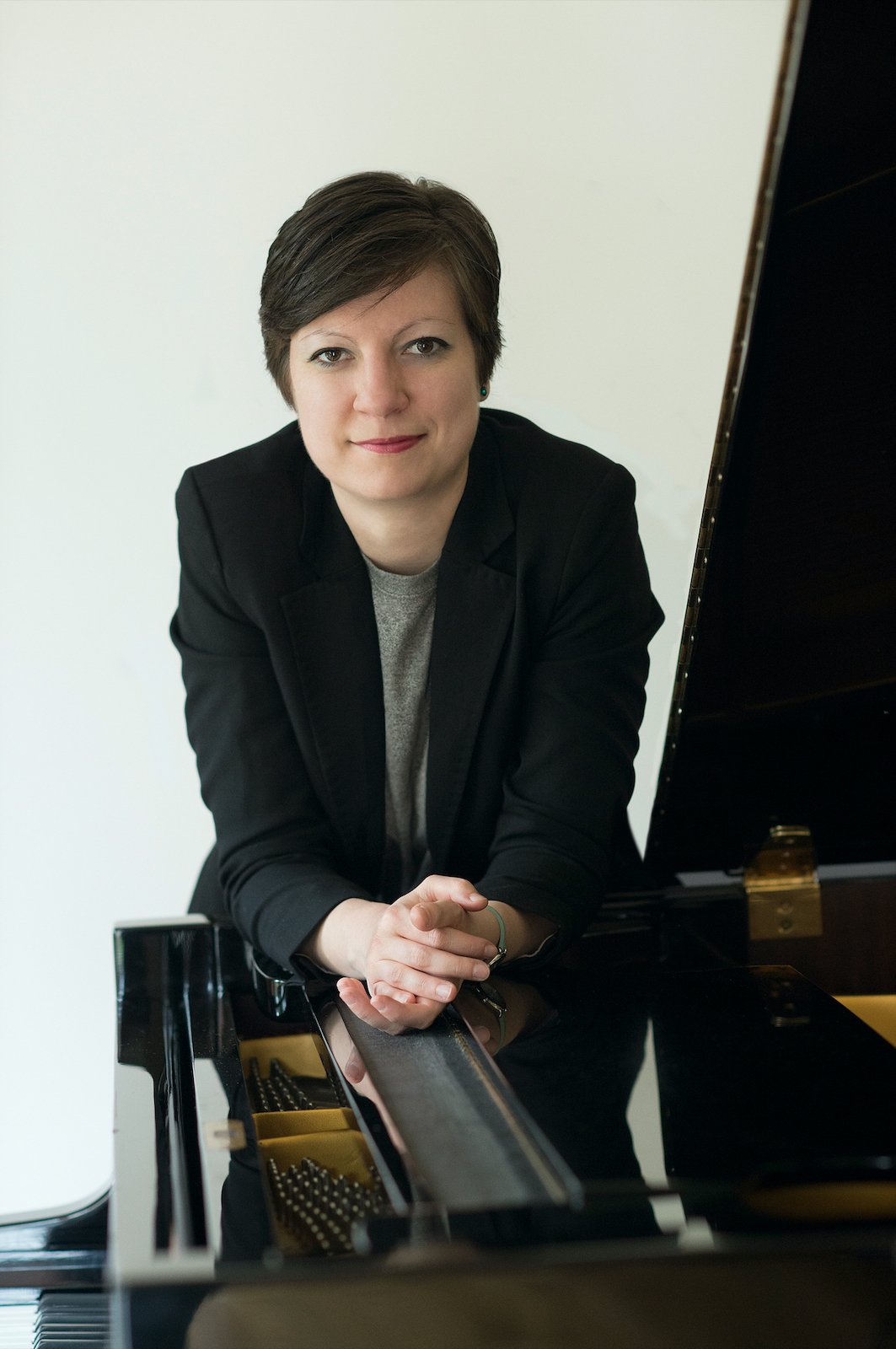
Ioana Ilie (2016)

Ioana Ilie (* 24. Juni 1988 in Sibiu (Hermannstadt), Rumänien) ist eine Pianistin, Komponistin und Improvisatorin.

## Leben und Wirken
Ioana Ilie erhielt ihre erste Klavierstunde mit vier Jahren und wurde bald Preisträgerin zahlreicher nationalen und internationalen Wettbewerben. Der Gewinn des Constantin Silvestri Stipendienwettbewerbs 2005 führte zu einem einjährigen Stipendium an der Pocklington School in York, England. Von 2007 bis 2012 studierte sie an der Hochschule für Musik Basel im Hauptfach Klavier bei Adrian Oetiker sowie Komposition bei Balz Trümpy und Generalbass und Improvisation bei Rudolf Lutz. 2014 erhielt sie ein dreijähriges Stipendium von der  Notenstein La Roche Privatbank. Parallel zu ihrer Berufstätigkeit absolvierte sie außerdem von 2018 bis 2020 ein zweites Masterstudium in Liedgestaltung bei Jan Schultsz und Instrumentaldirigieren bei Rodolfo Fischer. 
Als Solistin debütierte Ioana Ilie mit dem Beethovens Klavierkonzert Nr. 1 begleitet vom Philharmonischen Orchester Sibiu unter der Leitung des japanischen Dirigenten Fumio Akhizaky. Es folgten zahlreiche Rezitals und Konzerte in Rumänien, Bulgarien, Deutschland, den Niederlanden, Spanien, Großbritannien, der Schweiz sowie Tourneen durch die USA und Japan.
Von der Badischen Zeitung als „Meisterin der Improvisation“ beschrieben, ist die Rumänisch-Schweizerin oft als Vertreterin der seltenen Kunst der klassischen Improvisation zu hören, die in ihren selbst-moderierten Konzerten eine unvergessliche Verbindung zwischen ihr und dem Publikum verschafft. In Zusammenarbeit mit dem Photographen Jeffrey Thomas Skrob hat sie 2018 einen Online-Kurs in klassischer Improvisation veröffentlicht, der in 3 Stufen verfügbar ist.
Von 2011 bis 2015 war Ilie Dozentin für Improvisation am Tasteninstrument an der Musikhochschule Trossingen. Seit 2015 unterrichtet sie als Klavierlehrerin an der Musikschule der Musik-Akademie Basel. Sie ist oft Jury-Mitglied in Klavierwettbewerben und gibt regelmäßig Meisterkurse, wie beispielsweise den Improvisations-Meisterkurs im Rahmen des Festival de Musique Improvisée in Lausanne.

## Kompositorisches Werk
Ioana Ilies Werke wurden bisher in Rumänien, Vereinigtes Königreich, Deutschland sowie in den USA und in der Schweiz uraufgeführt. 2012 wurde ihre Legende für Streichquintett vom Ensemble Phoenix unter der Leitung von Jürg Henneberger in Basel uraufgeführt.
2017 veröffentlichte sie ihr erstes Album unter dem Titel On Cloud Ten. Dieses umfasst Werke von Ludwig van Beethoven, Frédéric Chopin und ihre eigene Komposition für Klavier solo, The Clouds
Ihr zweites Album, Zōdion wurde 2024 veröffentlicht und beinhaltet das gleichnamige Zyklus: 12 Kompositionen für Klavier über die Sternzeichen, komponiert zwischen 2017 und 2024.
Ihr neustes Werk, Der Abendstern (Luceafărul), vom gleichnamigen Gedicht Mihai Eminescus inspiriert, wurde im Auftrag des Basler Gesangvereins komponiert und wird im November 2025 im Stadtcasino Basel uraufgeführt.
Die Kompositionen Ioana Ilies werden vom Universal Edition in Wien verlegt.

## Kompositionen

### Werke für Klavier Solo
- Piano Sonata in E flat Major, 2000–2001
- Piano Sonata in E flat minor, 2002
- Variations on a Theme by J. Dowland, 2005
- Piano Sonata in F minor, 2008
- Fantasy, 2008
- Variations on a Theme by G.F. Haendel, 2009
- Lyrical Pieces: Improvisations in the style of J. Brahms, 2010–13
- Three Easy Piano Pieces: 1. Water Drops, 2. At Dusk, 3. On a Sunday, 2016
- The Clouds, 2017
- Zōdion, 2024

### Kammermusik und Kompositionen für Gesang mit Klavierbegleitung
- Violin Sonata in A minor, 2003, rev. 2015
- Adagio and Fugue für Streichquartett, 2004, rev. 2009
- Four Songs für hohe Stimme und Klavier. Texte von Rebekkah Läuchli, 2007
- Legende für Streichquintett, 2011–2012
- Four Songs for Alto, Cello and Piano. Texte von Wolfgang Borchert, 2012
- Piano Trio in F sharp minor, 2012–2013
- Three Intermezzi for Cello Solo, 2013
- Da Dona Nobis Pacem für Frauenchor und Klavier, 2014
- ADElina, A Tribute (Hommage) to Adelina Oprean, für Violine und Klavier, komponiert mit Mathias Inoue, 2015
- The Foreigner. Fünf Lieder für Sopran und Klavier. Texte von Sarah Baxter, 2021[15][16]

### Werke für Orchester
- Das Wort (The Word), Kurzes Oratorium für Mezzo-Sopran und Orchester, Texte von C.W. Berg, E. Weber & S. Jakob, 2017
- Der Abendstern (Luceafărul), Märchen für Sopran, Bariton, gemischter Chor und Orchester, Text von M. Eminescu, 2025

## Veröffentlichungen
- CD-Einspielung, On Cloud Ten, Sheva Collections, 2017
- Online-Kurs in Klassischer Improvisation, Pianist Academy, 2018
- CD-Einspielung, Zōdion, 2024